# Podiumacademie Lier
De Podiumacademie te Lier, in de Belgische provincie Antwerpen, in de volksmond ook wel de Muziekschool genoemd, heette tot 2021 officieel de Stedelijke Academie voor Muziek, Woord en Dans. Deze vestiging van het Vlaamse deeltijds kunstonderwijs is met 3.200 leerlingen de grootste muziekacademie van België.

## Geschiedenis
In oktober 1905 werd de Lierse bevolking ingelicht dat er een kosteloze leergang georganiseerd werd in de bovenzaal van het voormalige hotel "De Komeet" aan de Florent Van Cauwenberghstraat. Het initiatief leek onmiddellijk geslaagd, vermits er zich meteen leerlingen inschreven.
Tijdens de zitting van de gemeenteraad van 7 augustus 1922 werden de statuten van de stedelijke muziekschool vastgelegd. Deze datum wordt als officiële stichtingsdatum beschouwd. De eerste directeur werd Frans Boogaerts. De lessen werden gegeven in een van de lokalen van het Hof van Geertruyen. In 1928 werd de naam gewijzigd in Muziekacademie. 
In 1932 werd de school gevestigd in de lokalen van het leegstaande Sint-Gummaruscollege aan de Vismarkt. In dat historisch pand ("Hof van Aragon") was ook de stedelijke tekenacademie ("Academie voor Schone Kunsten") gevestigd.
Na het overlijden van Frans Boogaerts werd in 1951 Jos Van Looy tot directeur aangesteld.
De lokalen aan de Vismarkt werden te klein om zowel de muziekacademie als de tekenacademie te herbergen. Daarom verhuisde de muziekacademie in 1980 naar het door de stad Lier aangekochte Retraitenhuis van de paters jezuïeten aan de Gasthuisvest. Eind 2022 werd voor extra ruimte een vleugel van het – in 2021-2022 gerestaureerde - Zwartzusterklooster aan de Kloosterstraat in gebruik genomen.
In 2010-2011 werd het gebouw als decor gebruikt in de telenovelle Ella. In de serie werd het als decor voor kliniek De Wingerd gebruikt.

## Gezelschap in residentie
- La Passione is het gezelschap in residentie van de Stedelijke Academie.